# Acalolepta
Acalolepta — рід жуків-вусачів з підродини ляміїн. Описано близько 250 видів.
Представники даного роду характеризуються такими зовнішніми ознаками:
- голова досить широка, антени довгі, в основі віддалені;
- Передньогруди округлені, прямі, зубчасті біля основи;
- Надкрила порівняно маленькі;
- Ноги помірно сильні.

## Види
- А. degener